# Кэннон, Джозеф Герни
Джозеф Герни Кэннон (7 мая 1836, Гилфорд, Северная Каролина — 12 ноября 1926, Данвилл, Иллинойс) — американский политический деятель из Иллинойса, лидер Республиканской партии. Кэннон являлся спикером Палаты представителей США в период с 1903 по 1911 год. По мнению многих историков и экспертов ему удалось узурпировать власть у председателей комитетов и выстроить жесткую систему управления, за что он получил прозвище «Царь-Пушка».

## Ранняя жизнь
Кэннон родился 7 мая 1836 года в округе Гилфорд, Северная Каролина. В 1840 году он вместе с родителями переехал в Аннаполис, штат Индиана. Он был старшим из двух сыновей Гулиельмы (урожденной Холлингсворт) и Горация Франклина Кэннона, сельского врача. Молодой Кэннон возглавил семейную ферму. Его брат Уильям станет успешным банкиром и риелтором.
На просьбу политика и юриста компании Terre Haute Джона Палмера Ашера, будущего министра внутренних дел при президенте Аврааме Линкольне, дать показания по делу о клевете, Кэннон был очарован законом и правом. В конце концов, он спросил Ашера, может ли он изучать у него право, и переехал в Терре Хот, штата Индиана. В 19 лет он отправился в Цинциннати, штат Огайо, чтобы проучиться в течение семестра на юридическом факультете Университета Цинциннати. В 1858 году он был допущен к адвокатуре и начал практику в Терре-Хот, штат Индиана. Он был разочарован, когда Ашер отказался предложить ему место в своей компании. В том же году он переехал в Тасколу, штат Иллинойс. Его выбор нового города был непреднамеренным. Он ехал из Шелбивилля, штат Иллинойс в Чикаго, чтобы найти больше клиентов для своей юридической фирмы. Во время поездки у него закончились деньги. Он сел на поезд, идущий в Чикаго, в Маттуне, штат Иллинойс. После того, как поезд тронулся, у него попросили билет. Поскольку у Кэннона не было билета, его сняли с поезда в Тасколе. В Тасколе он стал поверенным штата в двадцать седьмом судебном округе штата Иллинойс, занимая эту должность с марта 1861 года по декабрь 1868 года. Кэннон был одним из учредителей масонской ложи № 332 Тасколы, основанной 2 октября 1860 года.

## Политическая карьера
Он стал последователем Авраама Линкольна во время дебатов Линкольна-Дугласа в 1858 году. После того, как Линкольн был избран президентом в  1860 году, Кэннон получил назначение на должность прокурора. Кэннон, член Республиканской партии был избран в Палату представителей США от Иллинойса на 42-м и на восемь последующих конгрессов (4 марта 1873 г. — 3 марта 1891 г.). Во время своей работы в Конгрессе он был председателем Комитета по расходам, Комитета почтовых отделений (47-й Конгресс) и Комитета по ассигнованиям (51-й Конгресс). Кэннон был неудачным кандидатом на переизбрание в 1890 г. 52-й Конгресс, но был избран в 53-й и девять последующих Конгрессов, которые проходили между 1893 и 1913 годами.
Он четыре раза пытался стать спикером, прежде чем добился успеха. Его античный стиль речи, миниатюрный рост и драчливость были его отличительными чертами. Он часто конфликтовал с товарищем-республиканцем Теодором Рузвельтом, утверждая, что Рузвельту «Конституция нужна не больше, чем коту для разрешения на брак».
Кэннон был председателем Комитета по ассигнованиям (с 54-го по 57-й Конгрессы), Комитета по правилам (с 58-го по 61-й Конгрессы) и спикером Палаты представителей (с 58-го по 61-й Конгрессы). Он получил 58 голосов за выдвижение в президенты на Республиканском национальном съезде в Чикаго в 1908 году.

## Спикер Палаты представителей США
Во время избрания Кэннона спикером палаты, он одновременно занимал пост председателя Комитета по правилам, который определял, в соответствии с какими законами и ограничениями будут обсуждаться, вносится поправки и голосование по ним. Таким образом, Кэннон эффективно контролировал каждый аспект повестки дня палаты.
17 марта 1910 года, после двух неудачных попыток обуздать абсолютную власть Кэннона в Палате представителей, представитель Небраски Джордж Норрис возглавил восстание коалиции из 42 прогрессивных республиканцев и всей делегации из 149 демократов. Поскольку многие из самых могущественных союзников Кэннона отсутствовали в Палате, но было достаточно членов для кворума, Норрис представил резолюцию, которая удаляла Спикера из Комитета по правилам и лишала его права назначать комитеты.
В то время как его лейтенанты и сержанты Дома покинули зал, чтобы собрать отсутствующих членов в попытке собрать достаточное количество голосов для Кэннона, союзники спикера инициировали законодательный блок в форме дебатов по порядку ведения заседания. Когда оказалось, что сторонников Кэннона было трудно найти (многие из самых стойких были ирландцами и проводили день на различных празднованиях в честь Дня Святого Патрика), таким образом принятие решение продолжалось 26 часов, а нынешние друзья Кэннона неоднократно призывали к перерыву. Когда в полдень 19 марта Кэннон окончательно вынес решение о нарушении порядка, Норрис обжаловал резолюцию в полном составе палаты, которая проголосовала за отмену решения Кэннона, а затем за принятие резолюции Норриса.
Кэннону удалось сохранить некоторое лицо, оперативно запросив голосование с целью отстранения его от должности спикера, что он легко выиграл, поскольку большинство республиканцев не рискнуло бы спикером-демократом его заменой. Однако его железное правление палаты представителей было нарушено, и когда демократы получили контроль над палатой на промежуточных выборах 1910 года, фракция республиканцев полностью отстранила Кэннона от руководства до начала 62-го Конгресса.
Кэннон является вторым по продолжительности непрерывно действующим спикером-республиканцем в истории, его превзошел его товарищ из Иллинойса Деннис Хастерт, опередивший его 1 июня 2006 года.
Кэннон потерпел поражение в 1912 году, но вернулся в 1914 году и переизбирался на каждых выборах в Конгресс до 1920 года. Он был критиком президента Вудро Вильсона и вступления США в Первую мировую войну. Он также был откровенным критиком Лиги Наций Вильсона. Кэннон отказался баллотироваться на выборах в Конгресс 1922 года и ушел в отставку в конце своего последнего срока в 1923 году. Он был изображен на обложке первого номера журнала Time в последний день своего последнего срока.
Кэннон является вторым по продолжительности сроком службы республиканским представителем, уступая только конгрессмену от Аляски Дону Янгу, а также первым членом Конгресса от любой из сторон, когда-либо прослужившим более 40 лет (непоследовательно).
Его карьера в Конгрессе охватывала 46 лет кумулятивной службы, 50 лет одновременно, за исключением двух сроков, после которых он вернулся — рекорд, не побитый до 1959 года. Он является самым продолжительным членом Палаты представителей в Иллинойсе. Непрерывное служение также принадлежит Адольфу Дж. Сабату. Он служил в Палате представителей при 11 президентах, рекорд, который он разделяет с Джоном Дингеллом и Джейми Уиттеном.

## Личная жизнь
Джозеф Кэннон родился в семье квакеров, а после ухода из Конгресса стал приверженцем методизма. Он женился на Мэри П. Рид в 1862 году. В браке у них родилось две дочери.

## Смерть
Джозеф Кэннон умер в своей резиденции в Данвилле, округ Вермилион, штат Иллинойс. У него было ослабленное сердце Кэннон умер в полдень в пятницу 12 ноября 1926 года, находясь в глубоком сне. Он похоронен на кладбище Спринг-Хилл.